# Condado de Albercón
El condado de Albercón es un título nobiliario español creado el 7 de julio de 1815 por el rey Fernando VII a favor de Antonio José Doñamayor y Echavarri.
Su denominación, posiblemente, haga relación al arroyo de Albercón, afluente del río Guadalmazán, en Andalucía.
Los primeros condes de Albercón estuvieron muy vinculados a la política de Andalucía, sobre todo a la localidad de Santaella, Córdoba, en donde estaba situado su palacio familiar.

## Condes de Albercón
|                           | Titular                                            | Periodo                   |
| Creación por Fernando VII | Creación por Fernando VII                          | Creación por Fernando VII |
| ------------------------- | -------------------------------------------------- | ------------------------- |
| I                         | Antonio José Doñamayor y Echevarri                 | 1815-¿?                   |
| II                        | Manuel Doñamayor y Echevarri                       | ¿?-¿?                     |
| III                       | Juan Manuel Doñamayor y Goyeneche                  | ¿?-c. 1886                |
| IV                        | Fernando Carlos van Moock y Muñoz                  | 1889-1935                 |
| V                         | María de las Mercedes van Moock-Chaves y Guardiola | 1950-1923                 |

## Historia de los condes de Albercón
- Antonio José Doñamayor y Echavarri (n. Santaella, 16 de junio de 1767-¿?), I conde de Albercón, caballero de la Orden de Carlos III, en 1825,[2] y maestrante de Sevilla. Era hijo de Juan Manuel Doñamayor y Ximénez-Estrada y de su esposa María Josefa Echavarri y Pérez de Arroyo.[2]

Sin descendientes, le sucedió su hermano:
- Manuel Doñamayor y Echavarri, II conde de Albercón, corregidor de Murcia, maestrante de Ronda, corregidor de Letras de Linares y director de la Real Academia de Nobles Artes de Antequera.[3]

Casó con Catalina Goyeneche y Llamas. Le sucedió su hijo:
- Juan Manuel Doñamayor y Goyeneche (m. c. 1886), III conde de Albercón.

A su muerte, el título quedó vacante. En 1889, sucedió su pariente:
- Fernando Carlos van Moock y Muñoz (m. Sevilla, 2 de marzo de 1935[5]), IV conde de Albercón.[6] Era hijo de Ildefonso Van-Moock y de Carolina Muñoz e Hidalgo.[7]

Casó, en 1894, con María de las Mercedes de Chaves y Pérez del Pulgar. En 1950, sucedió su nieta, hija de Ildefonso van Moock y Chaves (Sevilla, c. 1908-Granja de Torrehermosa, 16 de febrero de 1938) y de su esposa Magdalena Guardiola y Fantoni, hija de los condes de Jímera de Libar.
- María de las Mercedes van Moock-Chaves y Guardiola (Sevilla, 23 de agosto de 1935-Jerez de la Frontera, 25 de agosto de 2023[9]), V condesa de Albercón[10] y VII marquesa de Rivas del Jarama (desde 1966), título que rehabilitó a su favor en 1965.

Contrajo matrimonio en Sevilla el 11 de abril de 1959 con Enrique de Valenzuela y Elorz, VII conde de Peñalba de Valenzuela. La sucesión en el título ha sido solicitado por su hijo Ildefonso Enrique de Valenzuela y Van Moock-Chaves y por Clemente Fernández de Córdova y Lubián.